# 浜田彰子
浜田 彰子（はまだ しょうこ、生年不明）は、日本の元女子サッカー選手。元サッカー日本女子代表。

## 来歴
サッカー日本女子代表では、1986年1月21日、インドネシア遠征でインド代表との試合でデビューした。その後、国立西が丘サッカー場で行われた3月7日のチャイニーズタイペイ代表との試合にも出場した。日本代表での出場は通算でこの2試合だった。

## 代表歴
- 1986年1月21日 - A代表初出場 - インド戦

### 試合数
- 国際Aマッチ 2試合（1986）

| 日本代表 | 国際Aマッチ | 国際Aマッチ |
| 年       | 出場        | 得点        |
| -------- | ----------- | ----------- |
| 1986     | 2           | 0           |
| 通算     | 2           | 0           |

### 出場
| # | 開催日         | 開催地     | 会場                 | 相手                 | 結果 | 監督     | 大会                 |
| - | -------------- | ---------- | -------------------- | -------------------- | ---- | -------- | -------------------- |
| 1 | 1986年01月21日 | ジャカルタ |                      | インド               | ●0-1 | 鈴木良平 | スハルト大統領夫人杯 |
| 2 | 1986年03月07日 | 東京都     | 国立西が丘サッカー場 | チャイニーズタイペイ | ●0-2 | 鈴木良平 | 国際親善試合         |